# Paul Ragueneau
Pour les articles homonymes, voir Ragueneau.
Paul Ragueneau (8 mars 1608 - 8 septembre 1680) est un missionnaire jésuite, et l'un des principaux auteurs des Relations des jésuites, qui raconta le récit des martyrs canadiens.

## Biographie

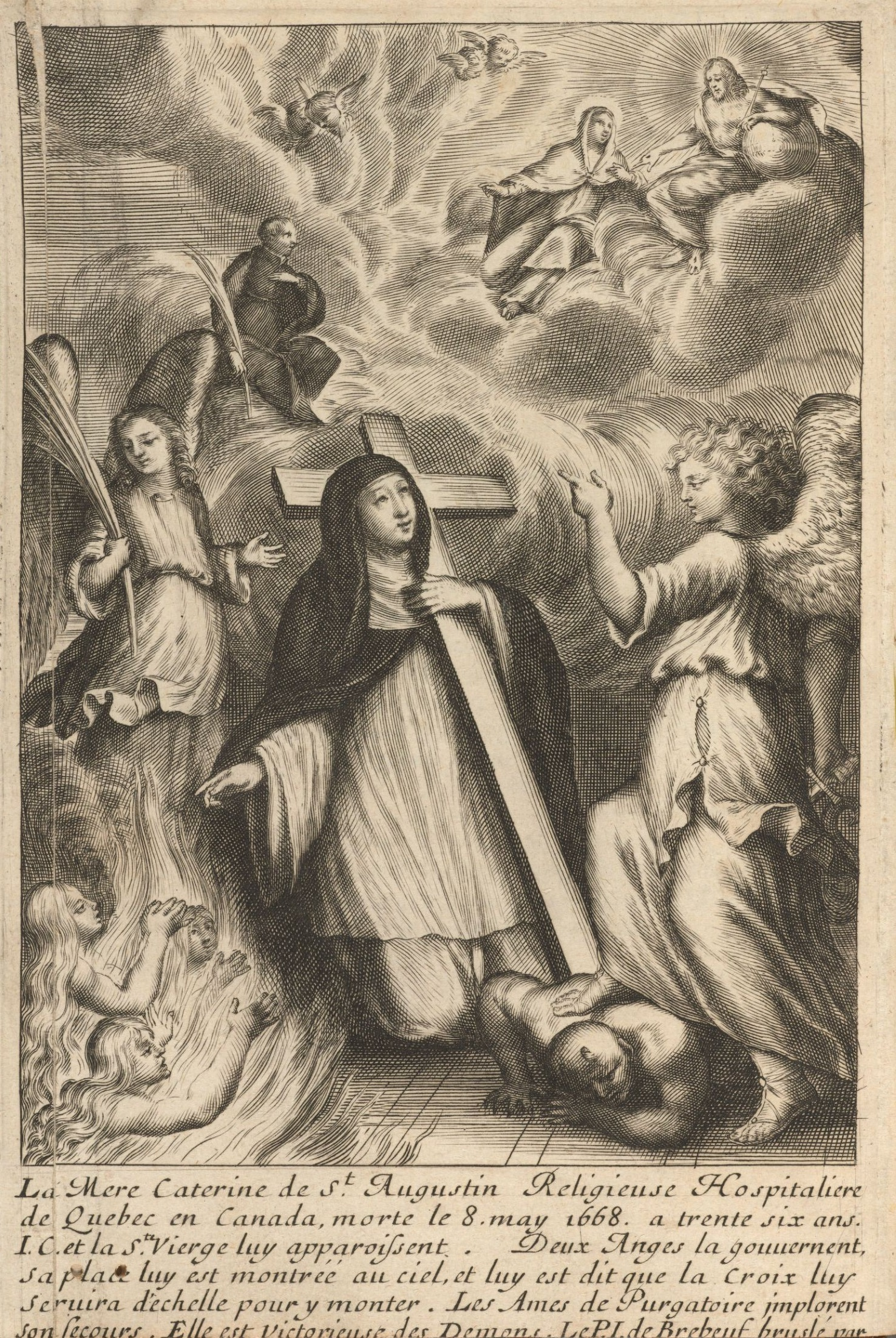
La vie de la mere Catherine de Saint Augustin par Ragueneau, 1671

Né à Paris, il entre dans la Compagnie de Jésus en 1626, où il est disciple du P. Louis Lallemant à la fin de ses études de théologie au collège de Bourges, et se rend à Québec en 1636. Envoyé en Huronie avec Pierre Le Moyne, Isaac Jogues et saint Charles Garnier, il travaille avec Jean de Brébeuf pour gagner la conversion du peuple.
En 1637, il est membre du groupe de missionnaires qui, constamment menacés de mort, signent et envoient leur dernier testament à leur supérieur en tant que geste final de résignation et de martyre. 
En 1645, le P. Ragueneau commande une mission huronne qui compte dix-huit travailleurs. Il maîtrisait parfaitement la langue huronne. La mort du martyr Jogues était le signe annonciateur de plusieurs conversions, et Ragueneau écrit avec admiration  pour la ferveur de ses néophytes.
Cinq de ses confrères missionnaires méritèrent la couronne des martyrs à différents postes sous la direction de Ragueneau, le premier étant Antoine Daniel le 4 juillet 1648. Il demeura à Sainte-Marie-au-pays-des-Hurons jusqu'à ce que les capitaines hurons le persuadèrent de se joindre aux fugitifs à l'île Saint-Joseph en 1649.
Son zèle est honoré par le baptême de trois mille Indiens en 1649. Après une défaite sanglante, suivie par le massacre de Noël Chabanel et Charles Garnier, cédant aux exigences de ceux que la famine, la peste et la furie des Iroquois avait épargnée, il mène la petite bande des 400 survivants, derniers d'une nation de 10 000, à leur refuge final, à Québec, après un long et périlleux voyage.
En 1650, il devient vice-recteur du collège de Québec et supérieur de la mission canadienne. C'est à cette époque qu'il devient le directeur spirituel d'une âme très privilégiée, sœur Marie-Catherine de Saint-Augustin, pour laquelle il rédigea sa biographie.  
Son influence au conseil souverain  auprès du gouverneur Jean de Lauzon fut l'occasion de son départ vers Trois-Rivières en 1656. L'année suivante, en 1657, il devient supérieur dans une mission iroquoise. Sur son chemin vers Sainte-Marie de Gannentaha, il fut témoin de la boucherie de ses compagnons hurons, un massacre qu'il réprouva devant les Onondagas et les Sénécas au péril de sa propre vie.
Informé du massacre imminent qui menaçait tous les Français de l'Iroquoisie, son génie planifia et organisa leur fuite et leur retour vers Québec. Revenu en France en 1662 avec François de Laval, il y demeura en tant que procureur des missions.
En plus de la vie de Marie-Catherine de Saint-Augustin, il écrivit les Relations des Jésuites de 1648, 1649, 1650, 1651 et 1652. Aucun autre jésuite du Canada n'a écrit autant que lui. En outre, il fut le premier à décrire le débit des chutes du Niagara, trente-cinq ans avant Louis Hennepin.